# Ronde van Saksen
De Ronde van Saksen (Duits: Sachsen-Tour) was een meerdaagse wielerwedstrijd in de Duitse deelstaat Saksen. Tussen 2005 en 2009 maakte de Ronde van Saksen deel uit van de UCI Europe Tour, het Europese luik van de continentale circuits van de UCI. De ronde was van de 2.1-categorie, na de 2.HC-categorie de hoogst mogelijke status voor een meerdaagse wedstrijd in de continentale circuits.
Sinds 2009 wordt de koers niet meer georganiseerd.

## Lijst van winnaars

### Meervoudige winnaars
| Overwinningen | Renner       | Land                           | Jaren       |
| ------------- | ------------ | ------------------------------ | ----------- |
| 2             | Uwe Ampler   | Duitse Democratische Republiek | 1986 + 1989 |
| 2             | Jörn Reuß    | Duitsland                      | 1992 + 1999 |
| 2             | Thomas Liese | Duitsland                      | 1998 + 2000 |

### Overwinningen per land
| Overwinningen | Land                                           |
| ------------- | ---------------------------------------------- |
| 10            | Duitsland                                      |
| 5             | Duitse Democratische Republiek                 |
| 2             | Nederland, Nieuw-Zeeland, Rusland              |
| 1             | Australië, Zwitserland, Denemarken, Kazachstan |